# Laboratorio de Arqueología Milagro Gil-Mascarell
El Laboratorio de Arqueología "Milagro Gil-Mascarell" es un espacio del Departamento de Prehistoria, Arqueología e Historia Antigua de la Universidad de Valencia dedicado a la restauración, conservación y estudio de materiales arqueológicos.

## Historia
Su nacimiento se remonta a 1921, cuando un grupo de estudiantes interesados en Arqueología propone a Luis Gonzalvo París, entonces catedrático de Arqueología, Numismática y Epigrafía de la Universidad de Valencia, la creación de un espacio de trabajo donde poder entrar en contacto con materiales arqueológicos y su estudio. Así, el 13 de diciembre de 1921, se acepta por parte de la Junta de la Facultad de Filosofía y Letras la creación del "Laboratorio de Arqueología" (Aura 2006), sito en una sala del edificio histórico de la Universidad de Valencia en la Calle La Nau. Además de Luis Gonzalvo París, otros profesores como Felipe Mateu i Llopis y Olimpia Arozena Torres se reunían allí cada miércoles con sus estudiantes.
La creación de este laboratorio se enmarca en un contexto de institucionalización y profesionalización de la Arqueología valenciana, de forma paralela a la creación de otras entidades culturales como el Centro de Cultura Valenciana (1915), el Servicio de Investigación Prehistórica (1927) o el Museo de Alicante (1931).
Durante los años de la postguerra, el Laboratorio de Arqueología logró continuar su labor gracias al interés del nuevo catedrático de Arqueología, Manuel Ballesteros, en colaboración con Olimpia Arozena.

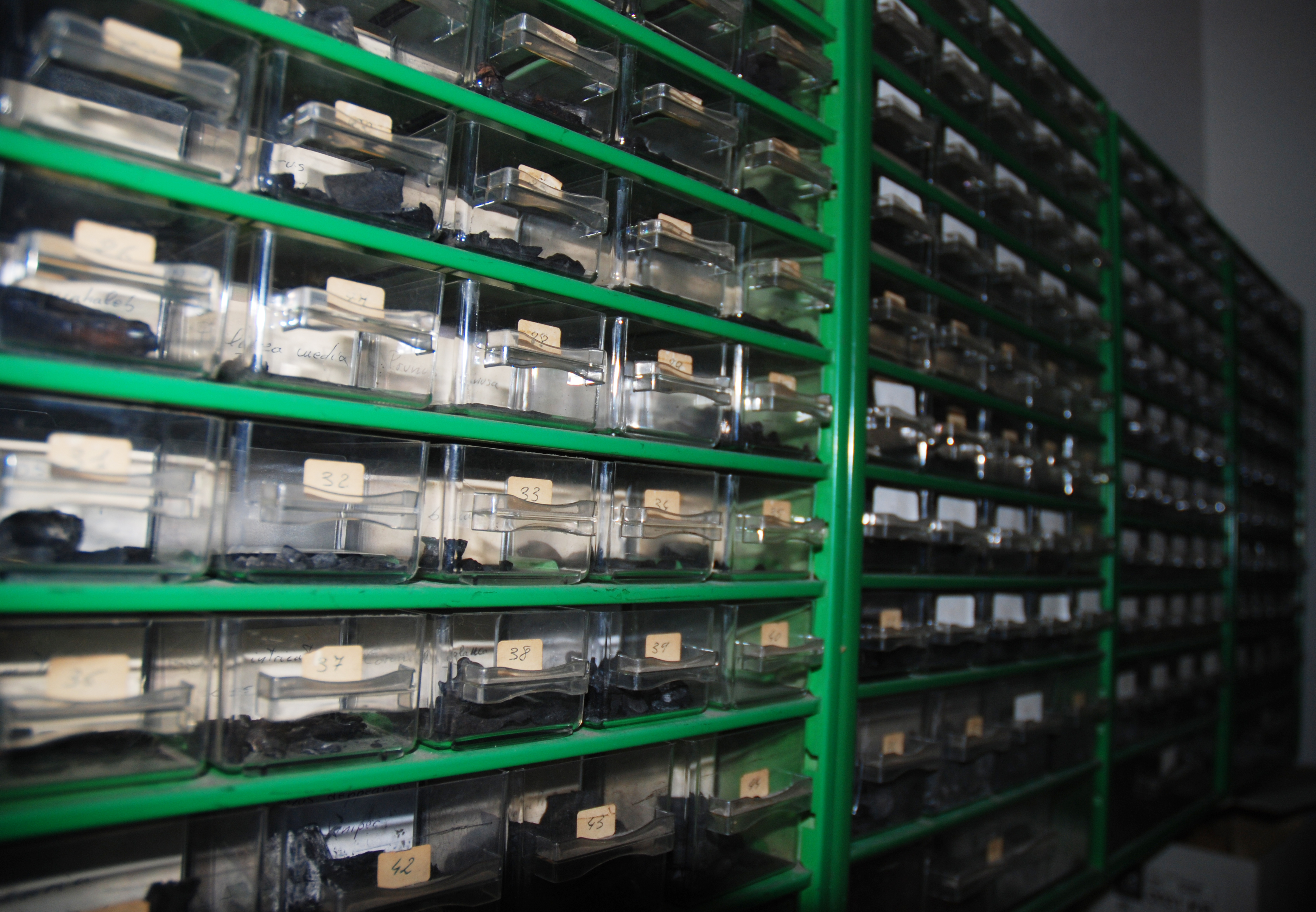
Colección de referencia Antracológica del Laboratorio Milagro Gil-Mascarell del Departamento de Prehistoria, Arqueología e Historia Antigua de la Universidad de Valencia

Desde 1956, bajo la dirección de Miquel Tarradell, el Laboratorio de Arqueología se hace eco de una época de lucha estudiantil, que dará como resultado el acceso al mundo académico y científico de una serie de personalidades de enorme relevancia en la historia posterior de la institución, entre ellas se encuentran las pioneras de la Arqueología valenciana Carmen Aranegui y Milagro Gil-Mascarell que, a mediados de los años 80, se convertirían en las primeras catedráticas de Arqueología en la Universidad de Valencia, quedando a cargo del laboratorio tras la partida de Tarradell a Barcelona en 1971.
La actividad del Laboratorio de Arqueología tampoco fue ajena a los hitos sociopolíticos acaecidos durante la Transición, que permitieron la democratización de la educación, el traspaso de competencias educativas a las comunidades autónomas (Álvarez 2006) y la aprobación de la Ley Orgánica de Reforma Universitaria (LRU) de 1983. Estos hechos, unidos a la promulgación de la Ley de Patrimonio Histórico Español (Ley 16/1985), completan el marco legal de la actividad arqueológica de los profesionales de esta materia. En 1987 se funda el Departamento de Prehistoria y Arqueología de la Universidad de Valencia, que supone la unión de estas dos áreas de investigación y marcará las líneas de trabajo que acoge el Laboratorio de Arqueología.
El 8 de noviembre de 1994, tras la muerte de la catedrática Mila Gil-Mascarell, se acepta la propuesta de la denominación del Laboratorio de Arqueología como "Laboratorio de Arqueología Milagro Gil-Mascarell" en su honor, pasando a denominarse así desde ese momento. En 2001, el Laboratorio se trasladó al Edificio Anexo Departamental de la Facultad de Geografía e Historia del campus de Blasco Ibáñez (Valencia).

## Recursos y funciones

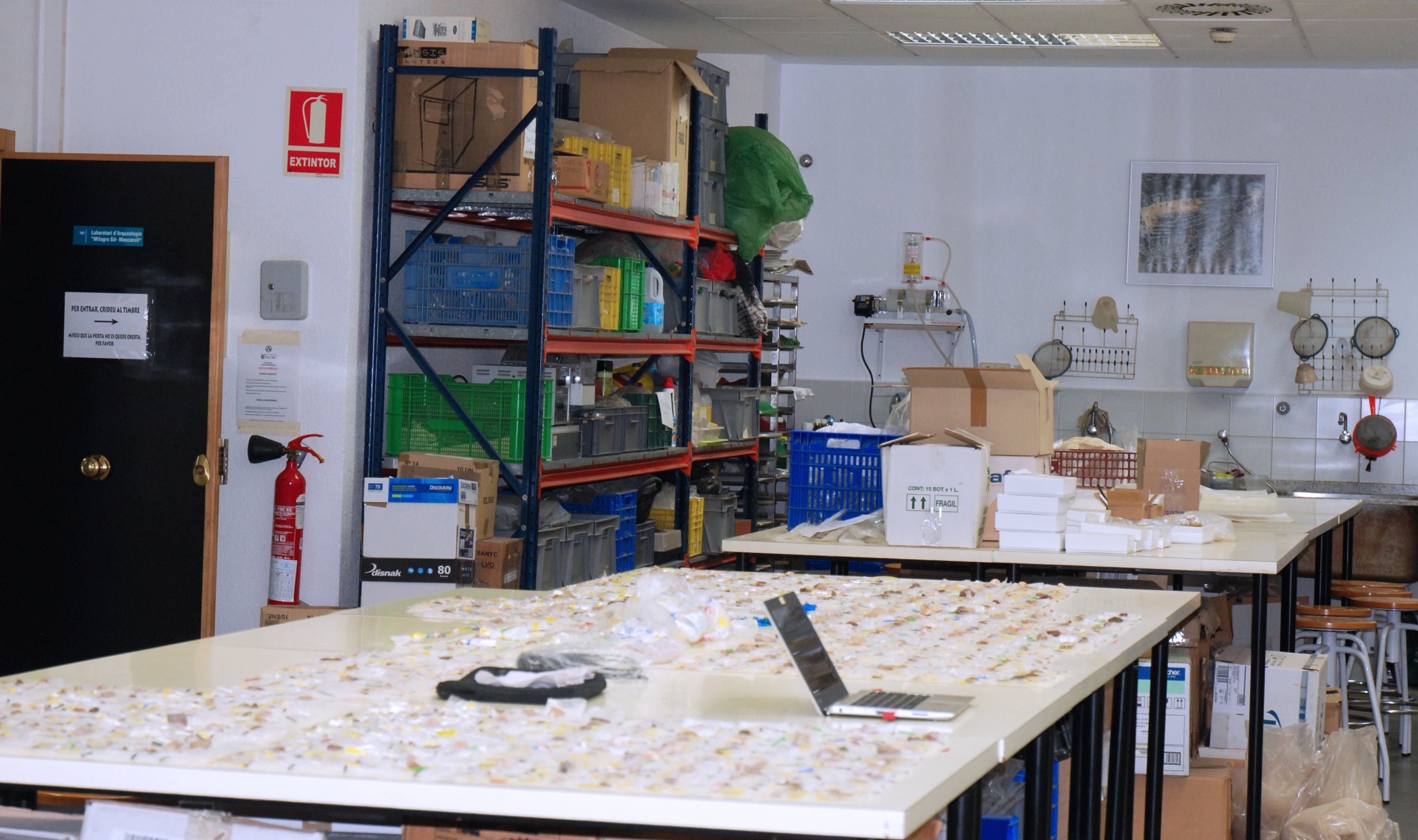
Vista general Laboratorio Milagro Gil-Mascarell del Departamento de Prehistoria, Arqueología e Historia Antigua de la Universidad de Valencia.

Desde su creación, el Laboratorio de Arqueología "Milagro Gil-Mascarell" ha tenido vocación docente, además de ser punto de encuentro para intelectuales y alumnos de la Universidad de Valencia. El propio Luis Gonzalvo plasma su concepción de la materia en las funciones del Laboratorio: docentes, documentales, museológicas, profesionales e investigadoras, que se organizó inicialmente en cuatro secciones: Numismática, Prehistoria, Arqueología y Bellas Artes, y Etnología y Etnografía.